# Rząd Sanny Marin
Rząd Sanny Marin – 76. gabinet w historii Finlandii, funkcjonujący od 10 grudnia 2019 do 20 czerwca 2023.
W czerwcu 2019, po wyborach parlamentarnych z kwietnia, powstał rząd Anttiego Rinne. Utworzyło go pięć ugrupowań: Socjaldemokratyczna Partia Finlandii (SDP), Partia Centrum (Kesk.), Liga Zielonych (Vihr.), Sojusz Lewicy (VAS) i Szwedzka Partia Ludowa (SFP). 3 grudnia 2019 Antti Rinne podał się do dymisji, która została przyjęta. Powodem była utrata zaufania ze strony koalicyjnej Partii Centrum w związku z długotrwałym masowym strajkiem pracowników państwowego przedsiębiorstwa pocztowego. Dotychczasowi koalicjanci zdecydowali się na utrzymanie koalicji. 8 grudnia Socjaldemokratyczna Partia Finlandii wskazała minister Sannę Marin jako swoją kandydatkę na nowego premiera. 10 grudnia parlament zatwierdził ją na tym stanowisku. Tego samego dnia jej gabinet (w porównaniu do składu poprzedniego rządu dokonano tylko nieznacznych zmian personalnych) został zaprzysiężony przez prezydenta Sauliego Niinistö, rozpoczynając tym samym urzędowanie.
Gabinet zakończył funkcjonowanie 20 czerwca 2023, gdy po kolejnych wyborach parlamentarnych, zaprzysiężony został rząd Petteriego Orpa.

## Skład rządu
| funkcja                                      | minister             | partia | okres urzędowania   | okres urzędowania   |
| funkcja                                      | minister             | partia | od                  | do                  |
| -------------------------------------------- | -------------------- | ------ | ------------------- | ------------------- |
| premier                                      | Sanna Marin          | SDP    | 10 grudnia 2019     | 20 czerwca 2023     |
| wicepremier                                  | Katri Kulmuni        | Kesk.  | 10 grudnia 2019     | 9 czerwca 2020      |
| wicepremier                                  | Matti Vanhanen       | Kesk.  | 9 czerwca 2020      | 10 września 2020    |
| wicepremier                                  | Annika Saarikko      | Kesk.  | 10 września 2020    | 20 czerwca 2023     |
| minister finansów                            | Katri Kulmuni        | Kesk.  | 10 grudnia 2019     | 9 czerwca 2020      |
| minister finansów                            | Matti Vanhanen       | Kesk.  | 9 czerwca 2020      | 27 maja 2021        |
| minister finansów                            | Annika Saarikko      | Kesk.  | 27 maja 2021        | 20 czerwca 2023     |
| minister spraw europejskich i skarbu państwa | Tytti Tuppurainen    | SDP    | 10 grudnia 2019     | 20 czerwca 2023     |
| minister spraw zagranicznych                 | Pekka Haavisto       | Vihr.  | 10 grudnia 2019     | 20 czerwca 2023     |
| minister rozwoju i handlu zagranicznego      | Ville Skinnari       | SDP    | 10 grudnia 2019     | 20 czerwca 2023     |
| minister sprawiedliwości                     | Anna-Maja Henriksson | SFP    | 10 grudnia 2019     | 20 czerwca 2023     |
| minister współpracy nordyckiej i równości    | Thomas Blomqvist     | SFP    | 10 grudnia 2019     | 20 czerwca 2023     |
| minister spraw wewnętrznych                  | Maria Ohisalo        | Vihr.  | 10 grudnia 2019     | 19 listopada 2021   |
| minister spraw wewnętrznych                  | Krista Mikkonen      | Vihr.  | 19 listopada 2021   | 20 czerwca 2023     |
| minister obrony                              | Antti Kaikkonen      | Kesk.  | 10 grudnia 2019     | 5 stycznia 2023     |
| minister obrony                              | Mikko Savola         | Kesk.  | 5 stycznia 2023     | 28 lutego 2023      |
| minister obrony                              | Antti Kaikkonen      | Kesk.  | 28 lutego 2023      | 20 czerwca 2023     |
| minister władz lokalnych                     | Sirpa Paatero        | SDP    | 10 grudnia 2019     | 20 czerwca 2023     |
| minister edukacji                            | Li Andersson         | VAS    | 10 grudnia 2019     | 17 grudnia 2020     |
| minister edukacji                            | Jussi Saramo         | VAS    | 17 grudnia 2020     | 29 czerwca 2021     |
| minister edukacji                            | Li Andersson         | VAS    | 29 czerwca 2021     | 20 czerwca 2023     |
| minister nauki i kultury                     | Hanna Kosonen        | Kesk.  | 10 grudnia 2019     | 6 sierpnia 2020     |
| minister nauki i kultury                     | Annika Saarikko      | Kesk.  | 6 sierpnia 2020     | 27 maja 2021        |
| minister nauki i kultury                     | Antti Kurvinen       | Kesk.  | 27 maja 2021        | 29 kwietnia 2022    |
| minister nauki i kultury                     | Petri Honkonen       | Kesk.  | 29 kwietnia 2022    | 20 czerwca 2023     |
| minister rolnictwa i leśnictwa               | Jari Leppä           | Kesk.  | 10 grudnia 2019     | 29 kwietnia 2022    |
| minister rolnictwa i leśnictwa               | Antti Kurvinen       | Kesk.  | 29 kwietnia 2022    | 20 czerwca 2023     |
| minister transportu i komunikacji            | Timo Harakka         | SDP    | 10 grudnia 2019     | 20 czerwca 2023     |
| minister pracy                               | Tuula Haatainen      | SDP    | 10 grudnia 2019     | 20 czerwca 2023     |
| minister spraw gospodarczych                 | Mika Lintilä         | Kesk.  | 10 grudnia 2019     | 20 czerwca 2023     |
| minister spraw społecznych i zdrowia         | Aino-Kaisa Pekonen   | VAS    | 10 grudnia 2019     | 29 czerwca 2021     |
| minister spraw społecznych i zdrowia         | Hanna Sarkkinen      | VAS    | 29 czerwca 2021     | 20 czerwca 2023     |
| minister rodziny i służb społecznych         | Krista Kiuru         | SDP    | 10 grudnia 2019     | 4 lutego 2022       |
| minister rodziny i służb społecznych         | Aki Lindén           | SDP    | 4 lutego 2022       | 6 października 2022 |
| minister rodziny i służb społecznych         | Krista Kiuru         | SDP    | 6 października 2022 | 20 czerwca 2023     |
| minister środowiska i zmiany klimatu         | Krista Mikkonen      | Vihr.  | 10 grudnia 2019     | 19 listopada 2021   |
| minister środowiska i zmiany klimatu         | Emma Kari            | Vihr.  | 19 listopada 2021   | 7 czerwca 2022      |
| minister środowiska i zmiany klimatu         | Maria Ohisalo        | Vihr.  | 7 czerwca 2022      | 20 czerwca 2023     |